# Teoria subkwarków
Teoria subkwarków - koncepcja wysnuta przez dwóch naukowców Michaela Shupe z Uniwersytetu w Illinois oraz Nathana Seiberga z Izraela mówiąca jakoby kwarki oraz leptony miały być zbudowane z mniejszych cząstek zwanych subkwarkami lub rishonami (z hebrajskiego rishon - najpierwotniejszy). Każdy kwark lub lepton miałby być złożony z trzech rishonów. Teoria ta była popularna w latach 70. i 80., później zapomniana.